# Cho Yeo-jeong
Cho Yeo-jeong (조여정?, Jo Yeo-jeongLR; Seul, 10 febbraio 1981) è un'attrice sudcoreana.

## Biografia
Nata e cresciuta a Seul, capitale della Corea del Sud, ha conseguito gli studi in arti teatrali e cinematografiche presso il prestigioso istituto Dongguk. È conosciuta in patria per i suoi ruoli da protagonista nei film The Servant (2010) e The Concubine (2012), e nella serie televisiva I Need Romance, mentre raggiunge la notorietà a livello internazionale nel 2019 quando viene presentato alla 72ª edizione del Festival di Cannes il film Parasite diretto da Bong Joon-ho, vincitore della Palma d'oro, in cui l'attrice interpreta il ruolo dell'ingenua Choi Yeon-kyo. Il film si è aggiudicato poi quattro Premi Oscar, ed è il primo lungometraggio non in lingua inglese a trionfare nella categoria di miglior film.

## Filmografia

### Cinema
- Joh-eun saram iss-eumyeon sogaesikyeo jwo (좋은 사람 있으면 소개시켜 줘?), regia di Mo Ji-eun (2002)
- Heuphyeolhyeongsa nado-yeol (흡혈형사 나도열?), regia di Lee Si-myung (2006)
- The Servant (Bangjajeon) (방자전?), regia di Kim Dae-woo (2010)
- The Concubine (Hugung - Je-wang-ui cheop) (후궁: 제왕의 첩?), regia di Kim Dae-seung (2012)
- Pyojeok (표적?), regia di Chang (2014)
- Ossessione d'amore (인간중독?, InganjungdokLR), regia di Kim Dae-woo (2014)
- Working Girl (워킹걸?, WokinggeolLR, regia di Jung Bum-shik (2015)
- Parasite (기생충?, GisaengchungLR), regia di Bong Joon-ho (2019)

### Televisione
- Behind Every Star (연예인 매니저로 살아남기?, Yeon-ye-iun maenijeoro sar-anamgiLR) – serie TV (2022)